# Ellen Winther Lembourn
Ellen Winther Lembourn, född Sørensen 11 augusti 1933 i Århus, död 13 augusti 2011 i Köpenhamn, var en dansk operasångare och skådespelare.

## Biografi
Ellen Winther Lembourn var dotter till köpmannen Laurits Peter Sørensen och dennes hustru Esther, född Hansen. Hon utbildade sig till musikpedagog vid Jydsk Musikakademi i Århus (1955) och till operasångerska vid Det Kongelige Teater (1955-1957). Hon var därefter anställd som operasångerska och skådespelerska på Det Kongelige Teater fram till 1987. Hon gjorde sin debut 1957 i rollen som tonårsflickan Cherobino i Figaros bröllop. Därefter medverkade hon och hade huvudrollen i en rad operor och operetter som Così fan tutte, Maskeradbalen, Porgy och Bess och La traviata. Hon uppträdde även som gästande skådespelare på Den Jydske Opera och på operan i Kiel. Hon hade också flera operett- och musikalroller på scener som Folketeatret, Gladsaxe Teater, Amager Scenen och Det Danske Teater. Bland dessa operetter och musikaler kan nämnas Flagermusen, Valsedrømme, Jomfruburet och Tiggarens opera, samt West Side Story, Sound of Music och Himmelsangen.
Lembourn deltog i Dansk Melodi Grand Prix 1962 med låten Vuggevise och vann. Hon fick därmed representera Danmark i Eurovision Song Contest 1962 i Luxemburg, där hon slutade på en delad tiondeplats tillsammans med Norges Inger Jacobsen och Schweiz Jean Philippe. Under 1970-talet blev Lembourn också känd för revypubliken då hon framförde numret Tredivernes Sang på 1974 års cirkusrevy tillsammans med Malene Schwartz. Hon medverkade även i Randers Revyen (1986 & 1987) och Sans Souci Revyen i Kolding (1989). Under 1990-talet medverkade hon dessutom i farserna Skaf mig en tenor (ABC Teatret) och Fruer på Viften (Det Kongelige Teater).
För den svenska publiken var Lembourn kanske mest känd för sin roll som Minna Varnæs i den populära TV-serien Matador.
Lembourn var gift två gånger: Med operachefen och pianisten John Winther 1960–1966 och fick två barn med honom. Hon gifte sig därefter med författaren och politikern Hans Jørgen Lembourn 1973.

## Filmografi
- De sjove år (1959)
- Landmandsliv (1965)
- I den grønne skov (1968)
- Sønnen fra Vingården (1975)
- Kassen stemmer (1976)
- Matador (1978)
- Midt om natten (1984)
- Jul på slottet (1986, 1991, 1998)
- Kampen om den røde ko (1987)
- Jydekompagniet (1988)
- Kun en pige (1995)

### Webbkällor
- Det Danske Filminstitut - Fakta om Film - Ellen Winther Lembourn